# Pteroptrix tertia
Pteroptrix tertia är en stekelart som först beskrevs av Subba Rao 1984.  Pteroptrix tertia ingår i släktet Pteroptrix och familjen växtlussteklar. Inga underarter finns listade i Catalogue of Life.